# Erik Heinrichs
Axel Erik Heinrichs, finski general, * 1890, † 1965.